# Carex ochrochlamys
Carex ochrochlamys är en halvgräsart som beskrevs av Jisaburo Ohwi. Carex ochrochlamys ingår i släktet starrar, och familjen halvgräs. Inga underarter finns listade i Catalogue of Life.